# Kurokami
Kurokami (黒神? lett: "Dio nero") è un manga giapponese-coreano scritto da Dall-young Lim, illustrato da Sung-woo Park e pubblicato dalla Square Enix nella rivista seinen bimensile Young Gangan. La storia è ambientata nell'odierna Tokyo e successivamente nell'isola di Okinawa. Il titolo internazionale deriva dalla protagonista Kuro, che in giapponese significa "nero" e dal fatto che essa è dotata di poteri soprannaturali (al livello di un dio).
Il manga è stato creato interamente da un team di manhwa diretti da Lim e Park, con l'intenzione di pubblicarlo sul mercato giapponese. Nelle omake di fine capitolo, tuttavia, gli stessi realizzatori fanno dell'ironia sul fatto che nessuno del gruppo sia capace di parlare giapponese fluentemente. Proprio per questo motivo Kurokami è stato prima scritto e illustrato in coreano e successivamente tradotto in giapponese.
Annunciato nel 2007 alla New York Comic Convention, Kurokami era una fra le quattro serie presentate sotto licenza della Yen Press insieme a Zombie-Loan, Alice on Deadlines e Spiral: The Bonds of Reasoning. La serie ha raggiunto la sua conclusione con la pubblicazione di 19 volumi. Ne è stato tratto un anime da parte della Sunrise, andato in onda in Giappone dall'8 gennaio 2009 e in Corea del Sud dal giorno dopo.

## Trama
Keita Ibuki ha 19 anni e lavora come programmatore informatico freelance. Ha subito il trauma della morte della madre, avvenuta anni prima, alcuni giorni dopo che lei e suo padre incontrarono il suo doppelgänger. Keita ha il progetto di creare insieme a due amici un videogioco, da vendere poi a una grande casa produttrice di videogiochi a Tokyo. Sbarca il lunario e finanzia il progetto grazie ai soldi che riceve dalla sua ventunenne amica d'infanzia Akane Sano. Nell'anime è un normale studente delle superiori.
Una notte, mentre mangia da solo a una bancarella di ramen incontra una ragazza chiamata Kuro, che si scoprirà essere un Guardiano Tera, a cui offre una ciotola di ramen. All'improvviso però subiscono l'imboscata di un altro Guardiano Tera e Keita cerca di proteggere Kuro. Durante lo scontro Keita perde un braccio ma viene curato da Kuro, che scambia il suo braccio con quello ferito di Keita che le ricrescerà grazie alla sviluppata capacità di guarigione dei Guardiani Tera (Nell'anime è il cuore di Keita che viene ferito e sono i due cuori che vengono scambiati tra i due). Tutto questo crea un legame tra i due che rende Kuro più forte di prima. Nel manga, Keita e Akane dubitano fortemente delle parole di Kuro fino a quando Akane afferra il braccio sinistro di Keita per dimostrare che appartiene a Keita stesso, ma questo si stacca. Kuro afferma di dover stare vicino a Keita fino a quando il braccio non si sarà fuso completamente con il nuovo corpo, altrimenti questo marcirà e si staccherà. Inoltre a causa dello scambio i suoi poteri si sono temporaneamente dimezzati, ma quando il legame si sarà stabilizzato otterrà una potenza doppia dispetto a prima. Nell'anime Kuro avverte Keita che devono rimanere insieme ogni momento perché altrimenti il suo cuore diventerebbe necrotico.

## Personaggi

### Principali
Keita Ibuki (伊吹慶太?, Ibuki Keita)
Doppiato da: Daisuke Namikawa (ed. giapponese)
Protagonista. Da piccolo con sua madre ha incontrato una persona che era completamente uguale a lei. Il giorno dopo sua madre morì. Un giorno incontra Kuro, le offre del ramen e la loro storia comincia. Nel manga non sembra essere consapevole dei sentimenti di Akane nei suoi confronti, mentre nell'anime li accetta e si sposano nell'ultima puntata.
Nell'anime Keita è rappresentato come un normale studente delle superiori e a differenza del manga non è né fortemente arrogante, né apertamente antagonista di Kuro. Non la assale fisicamente o le esprime la sua collera e per ultimo, quando i due formano il legame, non si scambiano il braccio ma il cuore. Nell'anime è un "Sub" (sostituto), mentre nel manga inizialmente è il tipico umano con due sosia, dei quali nessuno mai incontrato.
Nell'episodio finale viene mostrato Keita divenuto anziano morire di vecchiaia di fronte al nipote. Kuro lo ringrazia e gli augura di riposare in pace.
Kuro (クロ?, Kuro)
Doppiata da: Noriko Shitaya (ed. giapponese)
Protagonista insieme a Keita. Da bambina era la principessa dei Guardiani Tera, tuttavia, in un tragico giorno il suo più caro fratello assassinò l'intera tribù. Parte quindi per il mondo umano per fermarlo. Nel manga combatte con la tecnica della boxe, imparata in precedenza da un boxer di professione; nell'anime invece non utilizza un particolare stile. In entrambi tuttavia utilizza una tecnica "Exceed" (Oltrepassare, eccedere) che aumenta enormemente il suo potere d'attacco, nell'anime questa tecnica si chiama "Mega-Exceed" e, durante l'episodio 16, si evolve nel "Giga-Exceed" quando Keita e Kuro uniscono i loro Tera in uno unico.
Kuro ha una cotta per Keita, come dimostra nell'episodio 22, ma non gli confesserà mai i suoi sentimenti.
Akane Sano (佐野 茜?, Sano Akane)
Doppiata da: Sayaka Ōhara (ed. giapponese)
Amica d'infanzia di Keita di cui è innamorata. Il suo sosia è la partner di Reishin, Yuki Kaionji. Nell'anime si scoprirà dopo che sarà comparsa la Terra Sacra che lei è la Contraente di Reishin, e che è l'ultima Radice maggiore.
Akane si sposa con Keita nell'episodio finale, cambiando il suo nome in quello di Akane Ibuki

### Personaggi di supporto
Excel (エクセル?, Ekuseru)
Doppiato da: Yukari Tamura (ed. giapponese)
Il suo vero nome è Maria. Dopo essere stata salvata da Steiner da alcuni Alter Ego che hanno ucciso il suo fratello minore, chiese a Steiner di sottoscrivere un contratto con lei, in modo da renderlo più forte. A causa di questo contratto la sua velocità d'invecchiamento è stata fortemente rallentata ed è quindi la causa del suo aspetto da bambina; inoltre essendo una veterana ha guadagnato una grande esperienza e un intuito acuto. Possiede molti accessori da combattimento chiamati "Migliaia", dei quali però solo due sono mostrati nel manga: il primo è l'Hexa Ring che indossa ed ha la capacità di creare l'Hexa Scudo; il secondo è l'anello che dona a Keita. In un omake viene rivelato che il contratto tra lei e il Guardiano dura da un secolo. Nell'anime, ha una cotta per Keita, e questo è provato da una scena in cui i due si baciano. Viene salvata da una delle immagini separate di Steiner durante il regolamento di conti tra quest'ultimo e Reishin. Successivamente forma un contratto con Mikami Houjou per vendicare la morte di Steiner e Shingo. Nel manga è data per dispersa insieme a Steiner dopo la missione d'infiltrazione nella base operativa di Kaionji, alla quale riesce a sopravvivere nonostante la perdita della gamba sinistra. Alla fine viene mostrata a vivere con Mikami.
Steiner (シュタイナー?, Shutainā)
Doppiato da: Jōji Nakata (ed. giapponese)
È un potente Guardiano dell'Alto Concilio Germanico, orgoglioso delle sue ineguagliabili capacità di combattimento che lo rendono famoso tra i molti Guardiani Tera impiegati alla "Nobile Causa". Possiede dei nervi d'acciaio che lo aiutano a evitare di mescolare le sue emozioni personali con i doveri. La sua "Exceed: Stampede" separa il suo corpo in quattro cloni con egual massa e capacità d'attacco in modo da sconfiggere il nemico. Nonostante i cloni seguano gli ordini del corpo originale, essi possono anche giudicare la situazione di combattimento autonomamente. Nell'anime muore durante il combattimento nella Terra Sacra, mentre nel manga si sacrifica per assicurare la fuga a Excel durante la loro missione d'infiltrazione.
Yakumo (八雲?)
Doppiato da: Hirofumi Nojima (ed. giapponese)
Guardiano Tera appartenente al clan di Kuro. È abbastanza forte ma cerca di evitare i combattimenti in ogni modo possibile. Se fosse necessario, si sacrificherebbe volentieri per proteggere Kuro o Riona.
Riona Kogure (木暮月 里緒奈?, Kogure Riona)
Doppiata da: Shizuka Itō (ed. giapponese)
Contraente di Yakumo, è la Radice Maggiore che scappò dal Gruppo Kaionji quando scoprì che avevano pianificato degli esperimenti da condurre su umani come lei. Ha una cotta per Yakumo ed è sempre preoccupata se lui rischia la vita per proteggerla.
Kakuma (かくま?)
Doppiato da: Eri Kitamura (ed. giapponese)
Uno dei tre sopravvissuti del clan Hima, assassinato completamente da Reishin e Hiyou durante il loro tentativo di distruggere la Pietra di Tera, è il gemello del precedente capoclan. Nel manga il contraente di Kakuma è il nonno di Keita, Nakamine Ryugjin. Si sacrifica per trasformarsi nella Pietra di Tera dopo che l'originale viene distrutta da Hiyou. La sua Exceed si chiama "Shining Gallop" e prende la forma di un cavallo bianco lucente al galoppo. Nell'anime tuttavia non diventa la nuova Pietra di Tera, ma si sacrifica per annullare la barriera e aprire così il sentiero per la Terra Sacra, dove si trova la Pietra di Tera.
Makana (まかな?)
Doppiata da: Eri Sendai (ed. giapponese)
Sorella di Kakuma, con cui condivide un profondissimo legame fraterno che si realizza quando Kakuma viene ucciso. Nel manga viene lasciata sotto la protezione di Bernhard alla "Nobile Causa".
Nam (ナム?, Namu)
Doppiata da: Yukana (ed. giapponese)
Una Sanshinryon, il rozzo equivalente Coreano dei Guardiani Tera, giunge in Giappone per partecipare a uno show televisivo, ma a causa della sua ingenuità subisce una truffa e perde la maggior parte dei suoi soldi e le vengono rubate le valigie, dentro le quali c'era la lettera di raccomandazione per la direzione dello studio televisivo. Finisce a vivere nella casa di Keita dopo aver provato a cuocere PuniPuni per pranzo. È molto abile e possiede un artefatto "Migliaia" a forma di spada, capace di bandire gli spiriti.

## Terminologia
Guardiano Tera (元神霊?, Mototsu Mitama, Tera Guardian)
Divinità incaricate di mantenere l'equilibrio dell'esistenza. Tuttavia possono corrompersi e generare conflitti al loro interno.
Doppeliner (ドッペルライナー?, Dopperurainā)
Una delle tre persone con corpi e menti identiche che condividono lo stesso destino. Nel manga Kuro spiega che ogni normale essere umano comincia come un Doppleliner. Se due Doppleliner si incontrano allora muoiono entrambi, passando quindi all'ultimo rimanente la loro fortuna e il loro destino. Questo viene così chiamato "Radice" (Root), e acquisisce una straordinaria fortuna. Nell'anime questo sistema risulta essere una maledizione posta sugli umani dai Masagami.
Radice minore (マイナスルート?, Mainasu Rūto, Minus Root)
Si crea una Radice minore quando un Alter Ego uccide il Doppleliner che dovrebbe essere diventato Radice, tutta la rimanente fortuna viene trasferita all'Alter Ego sotto forma di sfortuna, deve così succhiare costantemente Tera dagli altri per sopravvivere, siccome la propria continua a diminuire.
Contratto (契約?, Keiyaku, Contract)
Patto o legame tra un umano e un Guardiano Tera attraverso la condivisione di arti.
Synchro
Stato del contratto raggiunto quando entrambi i partner hanno una volontà condivisa. Quando è raggiunto il potere del Guardiano Tera moltiplica, tuttavia ciò è faticoso per l'umano perché condivide tutte le ferite che il Guardiano Tera riceve.
Exceed (イクシード?, Ikushīdo)
Abilità usata in combattimento dai Guardiani Tera quando il Synchro è cominciato. Ogni Guardiano Tera ha un Exceed unico e alcuni potrebbero essere pericolosi per l'umano a causa dell'alto uso di Tera.
Tribù finite (Tribal Ends)
Umani a cui sono stati concessi poteri da Guardiani Tera da parte di altri Guardiani.
Tera (テラ循環?)
Forza vitale spirituale che insiste in tutte le forme di vita. I Guardiani Tera di solito formano Contratti con gli umani con grandi quantità di Tera perché in questo modo possono usare l'Exceed più spesso.
Alter Ego (逸れし者（アルターエゴ?, Arutā Ego)
Umano che ha incontrato il suo Doppleliner ma che è sopravvissuto. Gli Alter Ego minano l'equilibrio dell'esistenza e perciò sono cacciati e uccisi dai Guardiani.
Migliaia (サウザンド?, Sauzando, Thousands)
Reliquie create dai Guardiani Tera dell'antichità, date agli umani per scopi di autodifesa. Incanalandoci la propria Tera, queste reliquie generano effetti specifici (per esempio l'Hexa Anello di Excel crea l'Hexa Scudo che blocca attacchi o pesanti spinte gravitazionali). Hanno inoltre l'abilità di trasferire Tera da un contraente a un altro.
Terra Sacra (Holy Land oppure Pure Place)
Area desolata visitata da pochi umani, circondata da una barriera creata dai Guardiani Tera per impedire agli umani di accedervi, impedendogli così di contaminare il flusso di Tera mantenendolo puro.
La Nobile Causa (The Noble One, "TNO")
Alleanza stretta da quattro gruppi di Guardiani Tera europei, stabilita con lo scopo di supportare i compagni Guardiani Tera, estinguere gli Alter Ego e preservare l'equilibrio dell'esistenza. Attualmente, governano l'intera Europa, l'Asia centrale e parte dell'Africa. La prima regola dei Guardiani è quella di non interferire per niente nella società umana, i TNO mantengono relazioni con le maggiori strutture di potere della società umana (Come ad esempio le dinastie, religioni, ecc) e differiscono così rispetto ai Guardiani del Giappone o delle regioni asiatiche che mantengono fedelmente quella dottrina.
I quattro gruppi di Guardiani del Tera nei The Noble One sono: il Maestoso Concilio Normanno, l'Alleanza Celtica, la Parentela Romana e l'Alto Concilio Germanico.

## Manga

### Volumi
| Nº | Giapponese 「Kanji」 - Rōmaji | Data di prima pubblicazione              | Data di prima pubblicazione |
| Nº | Giapponese 「Kanji」 - Rōmaji | Giapponese                               |                             |
| 1  | 「黒神 1巻」 - Kurokami 1     | 25 maggio 2005 ISBN 978-4-7575-1443-0    |                             |
| 2  | 「黒神 2巻」 - Kurokami 2     | 24 settembre 2005 ISBN 978-4-7575-1528-4 |                             |
| 3  | 「黒神 3巻」 - Kurokami 3     | 25 marzo 2006 ISBN 978-4-7575-1644-1     |                             |
| 4  | 「黒神 4巻」 - Kurokami 4     | 25 luglio 2006 ISBN 978-4-7575-1724-0    |                             |
| 5  | 「黒神 5巻」 - Kurokami 5     | 25 gennaio 2007 ISBN 978-4-7575-1913-8   |                             |
| 6  | 「黒神 6巻」 - Kurokami 6     | 25 giugno 2007 ISBN 978-4-7575-2017-2    |                             |
| 7  | 「黒神 7巻」 - Kurokami 7     | 25 dicembre 2007 ISBN 978-4-7575-2184-1  |                             |
| 8  | 「黒神 8巻」 - Kurokami 8     | 24 maggio 2008 ISBN 978-4-7575-2279-4    |                             |
| 9  | 「黒神 9巻」 - Kurokami 9     | 22 dicembre 2008 ISBN 978-4-7575-2447-7  |                             |
| 10 | 「黒神 10巻」 - Kurokami 10   | 25 febbraio 2009 ISBN 978-4-7575-2497-2  |                             |
| 11 | 「黒神 11巻」 - Kurokami 11   | 25 aprile 2009 ISBN 978-4-7575-2546-7    |                             |
| 12 | 「黒神 12巻」 - Kurokami 12   | 25 luglio 2009 ISBN 978-4-7575-2621-1    |                             |
| 13 | 「黒神 13巻」 - Kurokami 13   | 25 dicembre 2009 ISBN 978-4-7575-2756-0  |                             |
| 14 | 「黒神 14巻」 - Kurokami 14   | 25 maggio 2010 ISBN 978-4-7575-2857-4    |                             |
| 15 | 「黒神 15巻」 - Kurokami 15   | 25 settembre 2010 ISBN 978-4-7575-3003-4 |                             |
| 16 | 「黒神 16巻」 - Kurokami 16   | 25 febbraio 2011 ISBN 978-4-7575-3148-2  |                             |
| 17 | 「黒神 17巻」 - Kurokami 17   | 25 agosto 2011 ISBN 978-4-7575-3343-1    |                             |
| 18 | 「黒神 18巻」 - Kurokami 18   | 25 gennaio 2012 ISBN 978-4-7575-3455-1   |                             |
| 19 | 「黒神 19巻」 - Kurokami 19   | 25 agosto 2012 ISBN 978-4-7575-3705-7    |                             |

## Anime

### Episodi
| Nº               | Giapponese 「Kanji」 - Rōmaji                   | In onda          | In onda |
| Nº               | Giapponese 「Kanji」 - Rōmaji                   | Giapponese       |         |
| Prima stagione   |                                                 |                  |         |
| 1                | 「三位一在」 - Sanmi Ichizai                    | 8 gennaio 2009   |         |
| 2                | 「契約」 - Keiyaku                              | 15 gennaio 2009  |         |
| 3                | 「シンクロ」 - Shinkuro                         | 22 gennaio 2009  |         |
| 4                | 「追跡者」 - Tsuisekisha                        | 29 gennaio 2009  |         |
| 5                | 「イクシード」 - Ikushiido                      | 5 febbraio 2009  |         |
| 6                | 「サブの契約者」 - Sabu No Keiyakusha           | 12 febbraio 2009 |         |
| 7                | 「クロの過去」 - Kuro No Kako                   | 19 febbraio 2009 |         |
| 8                | 「緋馬一族」 - Hiba Ichizoku                    | 26 febbraio 2009 |         |
| 9                | 「母の影」 - Haha No Kage                       | 5 marzo 2009     |         |
| 10               | 「末路」 - Matsuro                              | 12 marzo 2009    |         |
| 11               | 「再開」 - Saikai                               | 19 marzo 2009    |         |
| 12               | 「激闘」 - Gekitō                               | 26 marzo 2009    |         |
| Speciale         | 「休憩」 - Makuai                               | 9 aprile 2009    |         |
| Seconda stagione |                                                 |                  |         |
| 13               | 「新世界」 - Shinsekai                          | 9 aprile 2009    |         |
| 14               | 「突破口」 - Toppakō                            | 16 aprile 2009   |         |
| 15               | 「修羅」 - Shura                                | 23 aprile 2009   |         |
| 16               | 「崩壊」 - Hōkai                                | 30 aprile 2009   |         |
| 17               | 「真神 (まさがみ)」 - Masagami (Masa ga mi)     | 7 maggio 2009    |         |
| 18               | 「異変」 - Ihen                                 | 14 maggio 2009   |         |
| 19               | 「千尋」 - Senjin                               | 21 maggio 2009   |         |
| 20               | 「覚醒」 - Kakusei                              | 28 maggio 2009   |         |
| 21               | 「神変」 - Shinpen                              | 4 giugno 2009    |         |
| 22               | 「運命」 - Unmei                                | 11 giugno 2009   |         |
| 23               | 「道」 - Michi                                  | 18 giugno 2009   |         |
| 24               | 「外伝「虎と翼」」 - Gaiden 「tora to tsubasa」 | Solo su DVD      |         |